# Canton de Mont-de-Marsan-Nord
Le canton de Mont-de-Marsan-Nord est une ancienne division administrative française située dans le département des Landes et la région Aquitaine. Il a été supprimé par le nouveau découpage cantonal entré en vigueur en 2015.

## Histoire
Le canton de Mont-de-Marsan-Nord est créé en 1973, en même temps que celui de Mont-de-Marsan-Sud, en remplacement du canton de Mont-de-Marsan.

## Géographie
Ce canton était organisé autour de Mont-de-Marsan dans l'arrondissement de Mont-de-Marsan. Son altitude variait de 18 m (Campet-et-Lamolère) à 119 m (Bostens) pour une altitude moyenne de 65 m.

## Représentation

### Conseillers généraux de l'ancien canton deMont-de-Marsan(de 1833 à 1973)
| Période | Période      | Identité               | Étiquette            | Qualité |
| ------- | ------------ | ---------------------- | -------------------- | --- |
| 1833    | 1848         | Justin Laurence        | Libéral Centre droit | Avocat puis magistrat, directeur des affaires d'Alger Député (1831-1848) |
| 1848    | 1855         | Victor Lefranc         | Républicain modéré   | Avocat, conseiller municipal de Mont-de-Marsan Représentant du peuple (1848-1851), ministre de l'Agriculture et du Commerce (1871-1872), ministre de l'Intérieur (1872), député (1872-1877), sénateur (1881-1883) |
| 1855    | 1867         | Fortis Adolphe Marrast |                      | Maire de Mont-de-Marsan (1852-1855) |
| 1867    | 1871         | Victor Duruy           | Libéral              | Professeur et historien Ministre de l'Instruction publique (1863-1869) Président du conseil général (1869) |
| 1871    | 1874         | Antoine Lacaze         | Républicain rallié   | Maire de Mont-de-Marsan (1859) Président du conseil général (1871-1873) |
| 1874    | 1892         | Adrien Lacroix         | Républicain          | Conseiller municipal, puis maire intérimaire de Mont-de-Marsan |
| 1892    | 1897 (décès) | Louis Pazat            | Républicain          | Avocat Sénateur (1888-1897) Maire de Mont-de-Marsan |
| 1897    | 1898         | Ferdinand de Candau    |                      | Maire de Mont-de-Marsan (1896-1901) |
| 1898    | 1934         | Ernest Daraignez       | Républicain          | Médecin Maire de Mont-de-Marsan (1910-1919) Sénateur (1920-1940) |
| 1934    | 1940         | Maxime Faget           | Rad.                 | Vétérinaire Maire de Mont-de-Marsan (1929-1932) |
|         |              |                        |                      | |
| 1943    | 1945         | Daniel Bétous          | Rad.                 | Médecin Maire de Saint-Pierre-du-Mont (1929-1945), conseiller d'arrondissement Nommé conseiller départemental en 1943                                                                                             |
| 1943    | 1945         | Marcel-Joseph Dussarte |                      | Industriel Conseiller municipal de Mont-de-Marsan Membre de la Commission administrative départementale (1940-1943) Nommé conseiller départemental en 1943                                                        |
|         |              |                        |                      | |
| 1945    | 1949         | Marcel David           | SFIO                 | Censeur de lycée Maire (1945-1947) puis Conseiller municipal de Mont-de-Marsan Député (1945-1958) |
| 1949    | 1961         | Robert Besson          | DVD puis UNR         | Cadre d'entreprise Député (1956-1958) Maire de Mont-de-Marsan (1947-1962) |
| 1961    | 1967         | Robert Chimits         | DVD puis UDR         | Vétérinaire |
| 1967    | 1973         | Charles Lamarque-Cando | SFIO puis DVG        | Instituteur Président du Conseil général (1945-1949 et 1970-1973) Maire de Mont-de-Marsan (1962-1983) Député (1946-1958)                                                                                          |

### Conseillers d'arrondissement du canton de Mont-de-Marsan (de 1833 à 1940)
| Période                                  | Période | Identité                      | Étiquette                | Qualité |
| ---------------------------------------- | ------- | ----------------------------- | ------------------------ | --- |
| 1833                                     | 1836    | Jacques Saint-Loubert Bié     |                          | Propriétaire rentier, ancien maire de Mont-de-Marsan (1830-1832)                                            |
| 1836                                     | 1848    | Jean Julien Dufau (1782-1850) |                          | Médecin, maire de Mont-de-Marsan (1832-1839 et 1841-1848)                                                   |
|                                          |         |                               |                          | |
| 1883                                     | 1895    | Joseph-Isidore Garbay         | Républicain              | Maire de Bretagne depuis 1864, Président du conseil d'arrondissement                                        |
| 1895                                     |         | Armand Grandeur               | Républicain progressiste | Pharmacien à Mont-de-Marsan                                                                                 |
|                                          |         |                               |                          | |
| 1907                                     | 1925    | Charles Bartalot              | Radical                  | Négociant, conseiller municipal de Mont-de-Marsan, Président du Conseil d'arrondissement                    |
| 1925                                     | 1931    | M. Cola                       |                          | Médecin à Mont-de-Marsan                                                                                    |
| 1931                                     | 1940    | Daniel Bétous                 | Radical                  | Médecin, maire de Saint-Pierre-du-Mont                                                                      |
| 1940                                     |         |                               |                          | Les conseils d'arrondissement ont été suspendus par la loi du 12 octobre 1940 et n'ont jamais été réactivés |
| Les données manquantes sont à compléter. |         |                               |                          | |

### Conseillers généraux du canton de Mont-de-Marsan Nord (1973 à 2015)
| Période | Période          | Identité               | Étiquette | Qualité                                                                                          |
| ------- | ---------------- | ---------------------- | --------- | ------------------------------------------------------------------------------------------------ |
| 1973    | 1979             | Charles Lamarque-Cando | DVG       | Ancien Président du Conseil Général Maire de Mont-de-Marsan de 1962 à 1983 Député de 1946 à 1958 |
| 1979    | 1989 (démission) | Philippe Labeyrie      | PS        | Médecin Maire de Mont-de-Marsan de 1983 à 2008                                                   |
| 1989    | 1992             | Christian Cazade       | PS        | Retraité                                                                                         |
| 1992    | 1995 (décès)     | Jean Bertrand          | UDF-PR    |                                                                                                  |
| 1995    | 2011             | Christian Cazade       | PS        | Vice-Président du Conseil Général Ancien Adjoint au Maire de Mont-de-Marsan                      |
| 2011    | 2015             | Didier Simon           | PS        | Médecin généraliste à Mont-de-Marsan                                                             |

## Composition
Le canton de Mont-de-Marsan-Nord se composait d’une fraction de la commune de Mont-de-Marsan et de huit autres communes. Il comptait 19 626 habitants (population municipale) au 1er janvier 2012.
| Nom                        | Code Insee | Intercommunalité                | Population (dernière pop. légale)               |
| -------------------------- | ---------- | ------------------------------- | ----------------------------------------------- |
| Mont-de-Marsan (chef-lieu) | 40192      | CA Mont-de-Marsan Agglomération | Fraction : 14 763(2012) Commune : 31 009 (2014) |
| Bostens                    | 40050      | CA Mont-de-Marsan Agglomération | 184 (2014)                                      |
| Campet-et-Lamolère         | 40062      | CA Mont-de-Marsan Agglomération | 332 (2014)                                      |
| Gaillères                  | 40103      | CA Mont-de-Marsan Agglomération | 596 (2014)                                      |
| Geloux                     | 40111      | CA Mont-de-Marsan Agglomération | 721 (2014)                                      |
| Lucbardez-et-Bargues       | 40162      | CA Mont-de-Marsan Agglomération | 569 (2014)                                      |
| Saint-Avit                 | 40250      | CA Mont-de-Marsan Agglomération | 576 (2014)                                      |
| Saint-Martin-d'Oney        | 40274      | CA Mont-de-Marsan Agglomération | 1 366 (2014)                                    |
| Uchacq-et-Parentis         | 40320      | CA Mont-de-Marsan Agglomération | 569 (2014)                                      |

## Démographie
| 1975 | 1982 | 1990   | 1999   | 2006   | 2011   | 2012   |
| ---- | ---- | ------ | ------ | ------ | ------ | ------ |
| -    | -    | 17 460 | 17 965 | 18 501 | 19 723 | 19 626 |